# Armando França
Armando França (* 22. Oktober 1949 in Esmoriz, Ovar) ist ein portugiesischer Politiker der Partido Socialista und seit dem 15. Oktober 2007 Mitglied des Europäischen Parlaments.
França studierte Rechtswissenschaft an der Universität Coimbra und ist seit 1978 als Rechtsanwalt mit einer eigenen Kanzlei in Aveiro tätig. Zuvor war er von 1975 bis 1978 Gymnasiallehrer. 1994 bis 2005 hatte França das Amt des Bürgermeisters von Ovar inne.
França rückte für den am 9. Oktober verstorbenen Fausto Correia in das Europäische Parlament nach. Dort gehört er der Fraktion der Sozialdemokratischen Partei Europas an.